# العولمة في الهند
العولمة هي عملية تشمل أسباب ونُهج ونتائج التكامل العابر للحدود والتكامل بين الثقافات للنشاطات البشرية وغير البشرية. تميزت الهند بكونها أكبر اقتصاد في العالم في بداية العصر المسيحي، حيث كانت تمثل نسبة 32.9% من الناتج الإجمالي المحلي العالمي ونحو 17% من عدد سكان العالم. لطالما كانت تصدر السلع المنتجة في الهند إلى وجهات بعيدة في أنحاء العالم؛ ولا يعد مفهوم العولمة جديدًا في الهند.
تمثل الهند حاليًا 2.7% من التجارة العالمية (اعتبارًا من عام 2015)، وارتفعت من 1.2% في عام 2006 وفقًا لمنظمة التجارة العالمية (دبليو تي أو). كانت الهند معزولة بشكل كبير ومقصود عن الأسواق العالمية حتى التحرير في عام 1991، وذلك من أجل حماية اقتصادها الناشئ ولتحقيق الاعتماد على الذات. كانت التجارة الخارجية خاضعة للرسوم الجمركية على الاستيراد والضرائب على التصدير والقيود الكمية، في حين قُيد الاستثمار الأجنبي المباشر من خلال وضع حد أعلى للمشاركة في رأس المال، وفرض القيود على نقل التكنولوجيا والتزامات التصدير والموافقات الحكومية؛ وكانت هذه الموافقات مطلوبة لنحو 60% من الاستثمار الأجنبي المباشر الجديد في القطاع الصناعي. ضمنت القيود أن يكون لا يتخطى الاستثمار الأجنبي المباشر أكثر من 200 مليون دولار سنويًا بين عامي 1985 و1991؛ وتألفت نسبة كبيرة من تدفقات رأس المال من المساعدات الخارجية والقروض التجارية وإيداعات الهنود غير المقيمين.
بقيت صادرات الهند راكدةً طيلة الخمس عشرة عامًا التالية للاستقلال، وذلك بسبب هيمنة مصنوعات الشاي والجوت والقطن والتي كان الطلب عليها غير مرن عمومًا. كانت الواردات في الفترة نفسها تتألف في معظمها من الآلات والمعدات والمواد الخام بسبب التصنيع الناشئ. وأصبحت قيمة التجارة الهندية الدولية أكثر اتساعًا منذ التحرير وارتفعت من 12.50 مليار روبية في بين عامي 1950-1951 إلى 63.0801 مليار روبية بين عامي 2003-2004. شركاء الهند في التجارة هم الصين والولايات المتحدة والإمارات العربية المتحدة والمملكة المتحدة واليابان والاتحاد الأوروبي. وصلت الصادرات خلال شهر أبريل عام 2007 إلى 12.31 مليار دولار حيث ارتفعت بمقدار 16% وبلغت الواردات 17.68 مليار مع زيادة بمقدار 18.06 عن السنة السابقة.
تعد الهند عضوًا مؤسسًا في الاتفاقية العامة للتعريفة الجمركية والتجارة (جي إيه تي تي) منذ عام 1947 وعضوًا مؤسسًا أيضًا في خليفتها منظمة التجارة العالمية. على الرغم من مشاركتها بفعالية في اجتماعات مجلس المنظمة العام، كان الهند حاسمةً في التعبير عن مخاوفها من البلدان النامية. على سبيل المثال، واصلت الهند معارضتها لإدراج قضايا مثل العمل والبيئة وغيرها من الحواجز التجارية غير الجمركية (التدابير الجمركية) في سياسات منظمة التجارة العالمية.
على الرغم من تخفيض القيود على الواردات عدة مرات في العقد الأول من القرن الواحد والعشرين، فقد قيمت منظمة التجارة العالمية الهند في عام 2008 بأنها أكثر تقييدًا من الاقتصادات النامية المشابهة، مثل البرازيل والصين وروسيا. حددت منظمة الصحة العالمية العجز في الكهرباء والبنى التحتية غير الملائمة لوسائل النقل بأنها تشكل أيضًا قيودًا كبيرة على التجارة. أعتُبر التقييد فيها أحد العوامل التي ساهمت في عزلها عن الأزمة المالية العالمية بين عامي 2008-2009 أكثر من باقي البلدان، على الرغم من أنها شهدت انخفاضًا في استمرار النمو الاقتصادي.

## المدفوعات
كان ميزان المدفوعات في الهند لحسابها الجاري سلبيًا منذ الاستقلال. ارتفعت منذ التحرير في تسعينيات القرن العشرين (بسبب أزمة ميزان المدفوعات)، صادرات الهند باستمرار، لتغطي نحو 80.3% من وارداتها بين عامي 2002-2003، بعد أن كانت 66.2% بين عامي 1990-1991. على الرغم من أن الهند ما تزال مستوردًا صافيًا فإن ميزانها الإجمالي للمدفوعات كان إيجابيًا (بما في ذلك ميزان حساب رأس المال) منذ عامي 1996-1997، وذلك يرجع بشكل كبير إلى زيادة الاستثمار الخارجي المباشر والودائع من الهنود غير المقيمين؛ وحتى هذا الوقت يصبح الميزان الإجمالي إيجابيًا في بعض الأحيان فقط على حساب المساعدات الخارجية والقروض التجارية. نتيجةً لذلك بلغت احتياطات الهند من العملات الأجنبية نحو 285 مليار دولار في عام 2008، وهو ما يمكن استخدامه في تطوير البنى التحتية للبلاد إذا ما استُخدم بفعالية. في سبتمبر من عام 2017 تجاوزت احتياطات الهند من العملات الأجنبية 400 مليار دولار.
انخفض اعتماد الهند على المساعدات الخارجية والقروض التجارية منذ عامي 1991-1992، وبدأت منذ عامي 2002-2003 بسداد هذه الديون بشكل تدريجي. أدى انخفاض أسعار الفائدة والقروض إلى انخفاض نسبة خدمة الدين في الهند إلى 4.5% في عام 2007.
تسمح الحكومة في الهند بالقروض التجارية الخارجية من أجل تأمين مصدر إضافي للتمويل للشركات الهندية. تتولى وزارة المالية مراقبة وتنظيم هذه القروض من خلال المبادئ التوجيهية لسياسة لقروض التجارية الخارجية.

## الاقتصاد
نما اقتصاد الهند بشكل كبير منذ اندماجه في الاقتصاد العالمي في عام 1991. كان لذلك تأثير كبير على الوضع الاقتصادي للهند. ارتفع متوسط المعدل الثانوي من 3.5% (1950-1980) إلى 7.7% (2002-2012). بلغ هذا المعدل ذروته ليصل إلى 9.5% منذ عام 2005 حتى عام 2008. أدى النمو الاقتصادي أيضًا إلى زيادات في نصيب الفرد من الناتج الإجمالي المحلي من 1.255 دولار في عام 1978 إلى 3.452 في عام 2005، وبلغ في النهاية 3.900 في عام 2012.
تمتلك الوظائف في قطاعي التكنولوجيا والتجارة فوائد متعددة. من ناحية ثانية، يبدو أن الأشخاص في تلك القطاعات هم وحدهم المستفيدون. انخفض معدل التوظيف الإجمالي في البلاد، في حين أن عدد الباحثين عن وظائف يزداد بمعدل سنوي قدره 2.5%. على الرغم من هذه الإحصائيات، فإن الناتج المحلي الإجمالي يزداد كل عام. يقتصر النمو على بعض الولايات، من ضمنها غوجارات وماهاراشترا وكارناتاكا وأندرا برديش وتاميل نادو. بقيت ولايات أخرى مثل بيهار وأتر برديش (يو بّي) وأوديشا ومدهيا برديش (إم بّي) وآسام والبنغال الغربية منكوبة بالفقر.